# Leonora Carrington
Mary Leonora Carrington (Lancashire, Inglaterra, 6 de abril de 1917-Ciudad de México, 25 de mayo de 2011) fue una pintora surrealista y escritora británica nacionalizada mexicana.

## Biografía
Nació el 6 de abril de 1917 en Clayton Green, una aristocrática mansión del pueblo de Chorley, en Lancashire, Inglaterra. Cuando ella tenía tres años su familia se trasladaría a Crookhey Hall, un castillo neogótico rodeado de inmensos jardines y bosques que Carrington inmortalizó en obras como Green Tea.
Ingresó a la edad de nueve años en el Convento del Santo Sepulcro, en la ciudad de Chelmsford, donde estuvo encarcelado Oscar Wilde. No siguió las pautas educativas de las señoritas de la alta sociedad destinadas al mercado del matrimonio, sino que leía vorazmente y participaba en las charlas que sobre diversos temas organizaban en su casa los jesuitas del colegio de sus hermanos en Stonyhurst. Su mundo imaginario estaba lleno de gnomos, duendes, gigantes y fantasmas, producto de su educación irlandesa y del contacto con la mitología celta, influencia que recibiría por parte de su abuela. Desde una edad muy temprana decía tener visiones y experiencias con espíritus y fantasmas, lo que le supuso la expulsión del Convento del Santo Sepulcro y su paso por un sinfín de escuelas, pues detestaba la educación convencional y se aburría mortalmente. Fue enviada a una escuela de jovencitas, Miss Penrose School for Girls, de Florencia. Allí se impregnó, durante ocho meses, del arte de los museos florentinos. Después fue enviada a París para estudiar en una "finishing school", una escuela privada de modales para señoritas, de donde también fue expulsada. Terminó finalmente en la casa de un profesor de arte, apellidado Simón, quien le enseñó a dibujar de manera realista. Durante esta etapa comenzó a mostrar dominio y técnica durante una serie de dibujos en acuarela. Spirito di Firenze muestra tanto el dominio de la técnica como su desarrollo por el gusto de la arquitectura medieval renacentista que fue adquiriendo en su estancia en Italia.
Sin embargo, su obra más característica de este periodo queda reflejada en su serie de acuarelas Sisters of the Moon donde representó diferentes mujeres alineadas con la luna, la noche y el misterio. En esta obra mezcló diferentes visiones artísticas con diferentes símbolos culturales.
En 1936 ingresó en la academia Ozenfant de arte, en la ciudad de Londres. Al año siguiente conoció a quien la introdujo indirectamente en el movimiento surrealista: el pintor alemán Max Ernst, a quien volvió a encontrar en un viaje a París y con quien no tardó en establecer una relación sentimental. Durante su estancia en esa ciudad entró en contacto con el movimiento surrealista y convivió con personajes notables del movimiento como Joan Miró y André Breton, así como con otros pintores que se reunían alrededor de la mesa del Café Les Deux Magots, como Pablo Picasso y Salvador Dalí.
Sobre su estancia en la academia Ozenfant dijo lo siguiente:

Ozenfant me hacía trabajar como una mula. Hacía lo siguiente: tenías que entender la química de todo lo que usabas, incluidos el papel y los lápices. Nos daba una manzana, un papel y un lápiz 9H. Con esto teníamos que hacer un boceto a línea. Decía que no quería ver la piel de la manzana, tenía que ser una manzana hecha con un único esbozo. Me pasé seis meses dibujando la misma manzana, que terminó convertida en una especie de momia. Era un buen profesor con un ojo clínico y nunca dejaba que te desanimaras.

En 1938 escribió una obra de cuentos titulada La casa del miedo y participó junto con Max Ernst en la Exposición Internacional de Surrealismo en París y Ámsterdam.
Previamente a la ocupación nazi de Francia, varios de los pintores del movimiento surrealista, incluida Leonora Carrington, se volvieron colaboradores activos del Freier Künstlerbund, movimiento clandestino de intelectuales antifascistas.
Leonora Carrington tenía solo 20 años cuando conoció a Max Ernst en Londres. Él ya contaba con 47 años y con fama como surrealista. La gran diferencia de edad, el hecho de que Ernst además estuviera casado, así como sus posiciones surrealistas radicales hacían que la relación no contara con la anuencia de su padre. A pesar de ello, la pareja se reencontró en París y pronto se fueron a vivir al campo, al poblado de Saint-Martin-d'Ardèche, en una casa de campo que adquirieron en 1938. Hasta hoy se conserva en la fachada de esta casa un relieve que representa a la pareja y su juego de roles: «Loplop», el alter ego de Max Ernst, un animal alado fabuloso entre pájaro y estrella de mar y su «Desposada del Viento»: Leonora Carrington.
La vida tranquila y feliz de la pareja en este lugar duró solo un año. En septiembre de 1939, al igual que muchos otros alemanes y austriacos residentes en Francia, Max Ernst, identificado como residente extranjero proveniente de país hostil, fue arrestado. Tras su detención e internamiento en el campo de Les Milles, Carrington sufrió una desestabilización psíquica. Ante la inexorable invasión nazi, se vio obligada a huir a España.
En Madrid sufrió una violación grupal por parte de unos requetés. Lo mantuvo en silencio pero este suceso la llevó a la locura. Por gestión de su padre fue internada en un hospital psiquiátrico de Santander. De este período la pintora guardó una marca indeleble, que afectó de manera decisiva su obra posterior. Carrington describió, en su obra autobiográfica Memorias de abajo, escrita en francés en 1943, los pormenores de esta dramática historia. A partir de este momento, André Breton se interesó por la histeria, la locura y otras alteraciones mentales y vio a Carrington como una embajadora de vuelta del "otro lado", una vidente, la bruja que regresaba del inframundo armada de poderes visionarios.

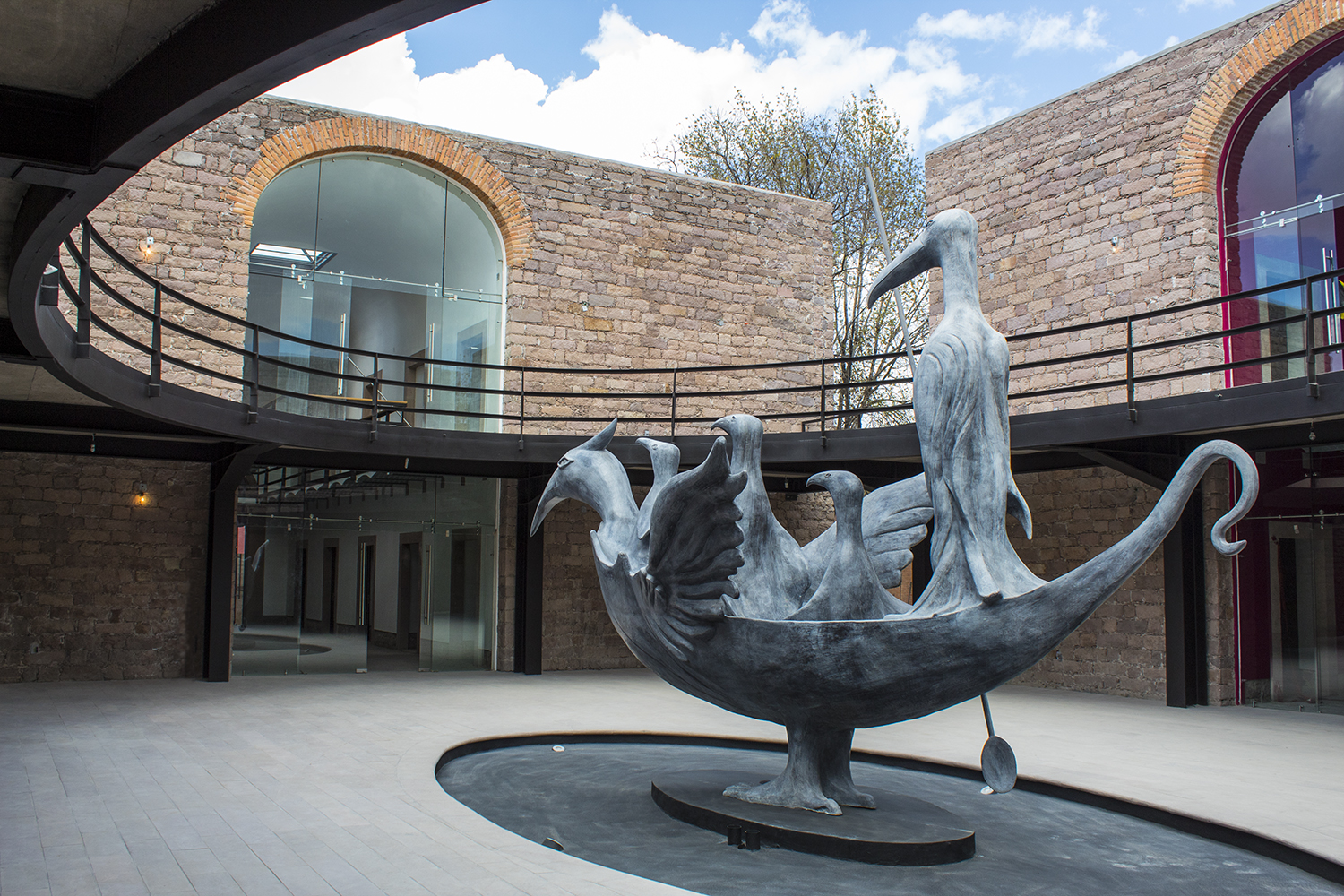
La barca de las garzas, escultura monumental de Leonora Carrington en el patio central del Museo Leonora Carrington San Luis Potosí.

En 1941 escapó del hospital y arribó a la ciudad de Lisboa, donde encontró refugio en la embajada de México. Allí conoció al escritor Renato Leduc, quien la ayudó a emigrar. Ese mismo año contrajeron matrimonio y Carrington viajó a Nueva York. En 1942 emigró a México y en 1943 se divorció de Renato Leduc. En 1944, y en casa de José y Katy Horna, conoció al que sería su segundo esposo, el fotógrafo húngaro Emérico Weisz, "Chiki", mano derecha de Robert Capa durante años. Tuvieron dos hijos, Gabriel y Pablo. En México, la pintora restableció lazos con varios de sus colegas y amigos surrealistas en el exilio, quienes también se encontraron en ese país, tales como André Breton, Benjamin Péret, Alice Rahon, Wolfgang Paalen, Bridget Bate Tichenor y la pintora Remedios Varo, con quien mantuvo una amistad duradera.
En los ochenta Carrington comenzó a fundir esculturas en bronce, sus temas se refieren a las múltiples realidades que confronta la realidad de la vejez. Además desarrolló un genuino interés por la alquimia y los cuentos de hadas con los que creció, interés que se percibe en su obra pictórica y escultórica.
Fue ganadora del Premio Nacional de Ciencias y Artes en el área de Bellas Artes, otorgado por el gobierno de México en 2005.
Alérgica a los medios de comunicación y periodistas, tras meses de preparación, la periodista Silvia Cherem consiguió "colarse" en su casa con el compromiso de no hacer una entrevista "formal". Su declaración al respecto fue: "Nunca me ha gustado desnudarme como si fuera estrella de Playboy, y mucho menos a los 86 años!". Se consideraba, más que surrealista por haber sido compañera sentimental de Max Ernst, defensora de los derechos de la mujer: "Aunque me gustaban las ideas de los surrealistas, André Bretón y los hombres del grupo eran muy machistas. Solo nos querían a nosotras como musas alocadas y sensuales para divertirlos, para atenderlos".
Falleció a los 94 años en la Ciudad de México el 25 de mayo de 2011, y fiel a su aversión a los periodistas, fue enterrada en el Panteón Inglés sin fotógrafos.

## Obra

### Prosa

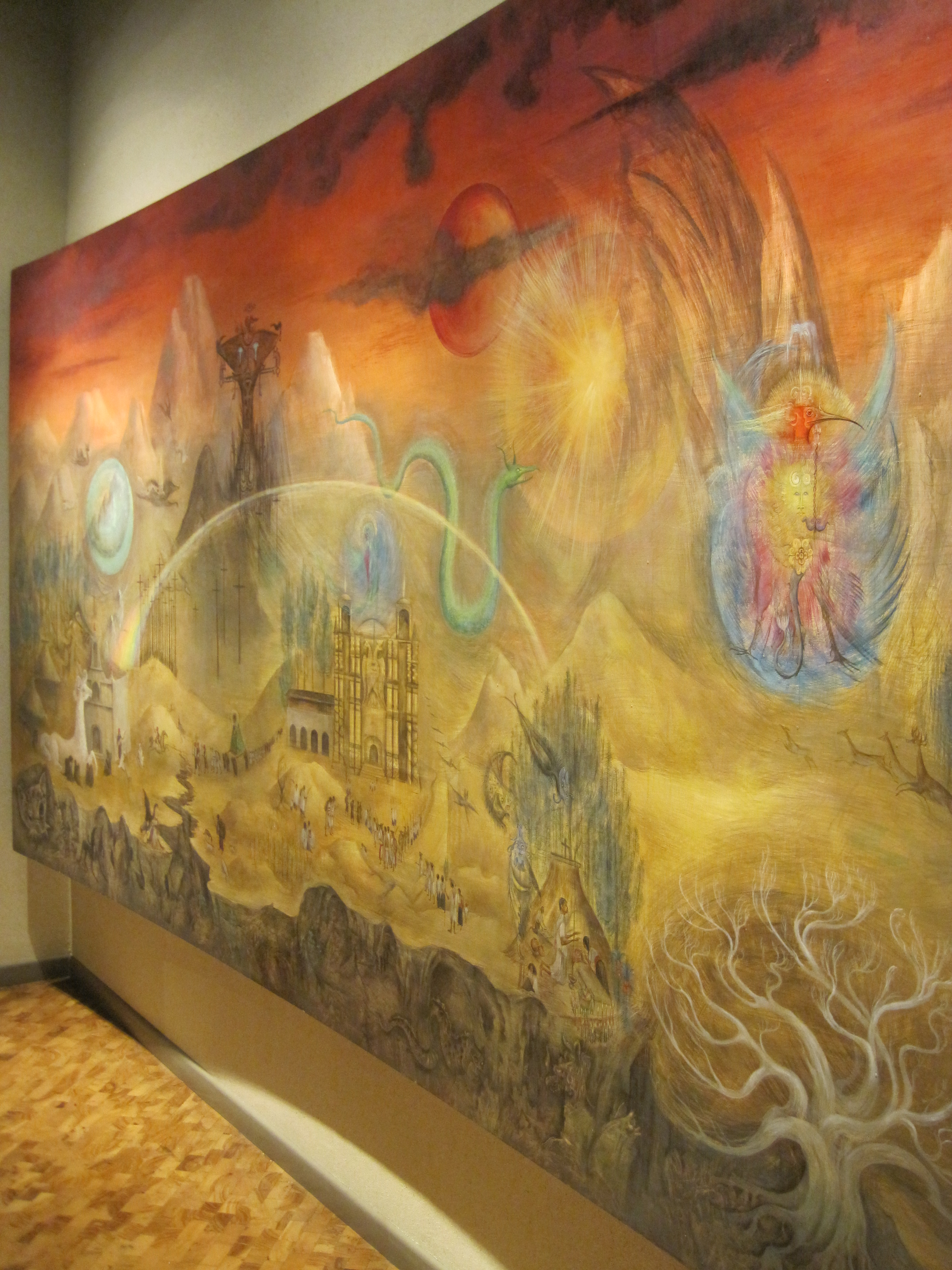
El mundo mágico de los mayas (1964), en el Museo Nacional de Antropología.

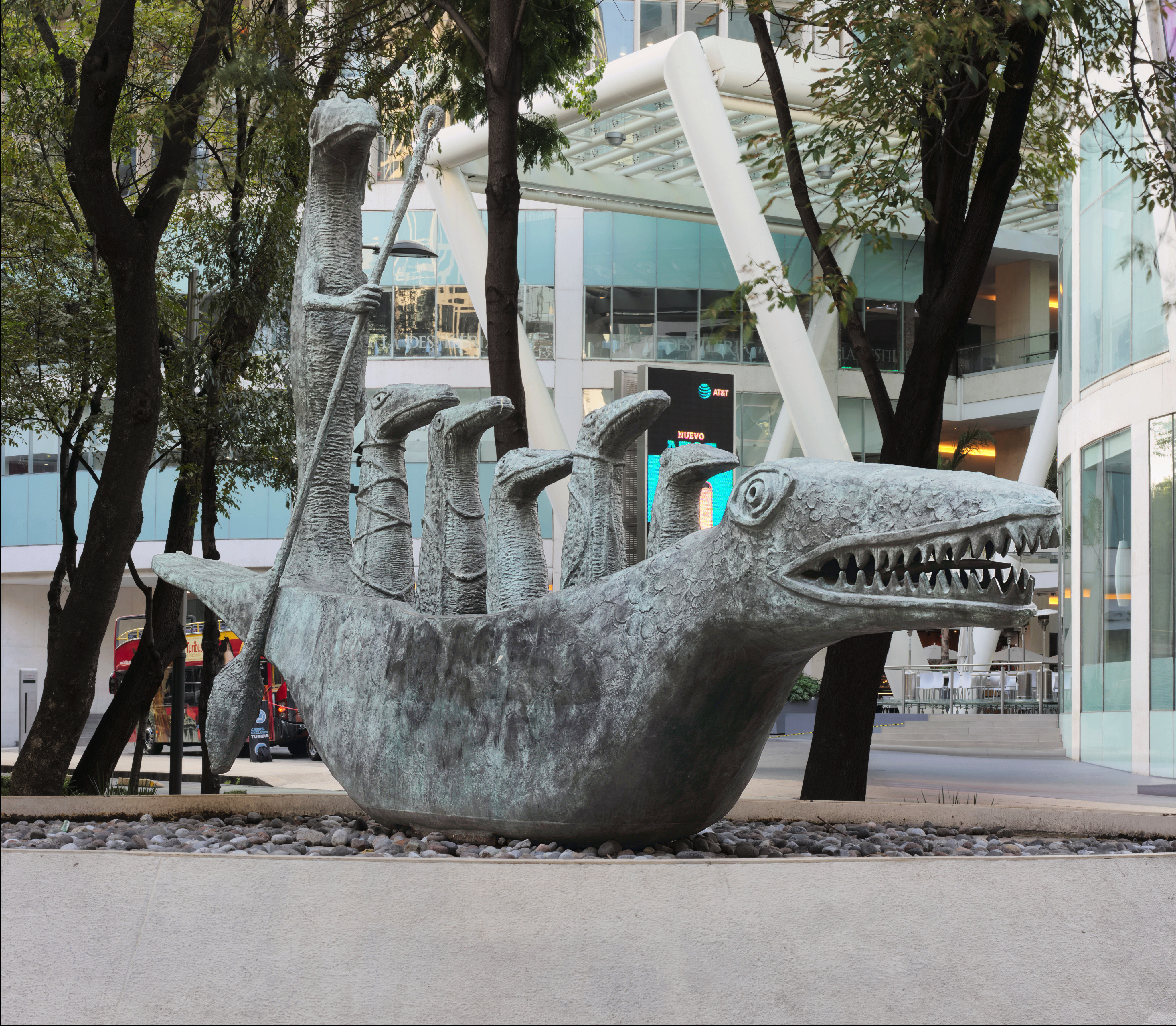
Cocodrilo en el Paseo de la Reforma. La estatua fue donada a la ciudad de México por Carrington en 2000 y cambiada de ubicación en 2006.

- La Maison de la Peur (1938). En español: La casa del miedo
- Une chemise de nuit de flanelle (1951). En español: Una camisa de dormir de franela
- El mundo mágico de los mayas (1964), con ilustraciones de la autora
- La dame ovale (1939). En español: La Señora Oval: Historias surrealistas
- The Hearing Trumpet (1976). En español: La trompeta acústica, La corneta acústica o La trompetilla acústica
- La puerta de piedra
- El séptimo caballo y otros cuentos
- Conejos blancos
- En bas (en español Memorias de abajo, 1943). Autobiografía.[20]
- La invención del mole (1960)
- Leche de sueño (2013)

### Cuadros
- The Temptation of Saint Anthony (1946). Óleo sobre tela.
- Ferret Race (1950-51)
- El mundo mágico de los mayas (1963)
- Retrato de Max Ernst (1939)
- Arca de Noé
- Temple of the word
- El baño de los pájaros (1974)
- Autorretrato (la posada del caballo del alba).
- Torre de la memoria
- Labyrinth (1991)
- El Adivino (1966). Óleo sobre tela.
- Play Shadow (1977)

### Escenografía
- Decorados de Don Juan Tenorio, dirigida por Álvaro Custodio, México D. F., 1953[21]

### Escultura
- El brujo (circa 2000)

## Museos

### Museo Leonora Carrington San Luis Potosí y Xilitla
El 22 de marzo de 2018 fue inaugurado el Museo Leonora Carrington en el Centro de las Artes San Luis Potosí Centenario, en San Luis Potosí, con una colección de piezas cedidas por Pablo Weisz Carrington. El 19 de octubre de 2018 fue inaugurada otra sede del museo en Xilitla.

### Casa Museo Leonora Carrington
La casa de Leonora fue restaurada a partir de 2018 con la finalidad de reconvertirla en museo gracias a la Universidad Autónoma Metropolitana (UAM). Debido a una disputa entre la UAM y su sindicato la casa permanece cerrada. La universidad afirma ahora que será un centro de investigación.

## Exposiciones
- 2025: Talismanes de un viaje sagrado. Semana del ARTE CDMX. Ciudad de México.[25] 5 al 9 de febrero de 2025
- 2023: Looking in el mundo de Leonora Carrington. Museo de Arte del Tolima (MAT), Ibagué, Colombia, 31 de mayo-30 de julio de 2023
- 2023: Leonora Carrington. Revelación, Madrid, España, 11 de febrero - 7 de mayo de 2023[26][27][28]
- 2022: Leonora Carrington: El Mundo Magico, Mixografia, Los Ángeles, California, 9 de julio - 27 de agosto de 2022
- 2020: Fantastic Women, Louisiana Museum of Modern art, Humlebæk, Denmark, 25 de julio - 8 de noviembre de 2020
- 2019: Surrealism in Mexico - - Exhibitions - Di Donna Galleries, New York, NY, 25 de abril – 29 de junio de 2019
- 2019: Leonora Carrington, The Story of the Last Egg, Gallery Wendi Norris Offsite Exhibition, New York, NY, 23 de mayo – 29 de junio de 2019
- 2018: El Museo Leonora Carrington abre en  San Luis Potosí, México
- 2018: Leonora Carrington. Cuentos Mágicos, Museo de Arte Moderno de la Ciudad de México, México, abril – septiembre 2018[29]
- 2017: Mad About Surrealism, Museo Boijmans Van Beuningen, Netherlands, Rotterdam[30]
- 2017: Surrealist Women, Mayoral, Barcelona, España, Barcelona[30]
- 2016: Monstruosismos, Museo de Arte Moderno de Ciudad de México, México, Bosque de Chapultepec[30]
- 2016: Surreal Encounters. Collecting the Marvellous, Scottish National Gallery of Modern Art, UK, Edinburgh[30]
- 2016: Dalí, Ernst, Miró, Magritte ... : Surreal Encounters from the Collections Edward James, Roland Penrose[30]
- 2016: Gabrielle Keiller, Ulla and Heiner Pietzsch, Hamburger Kunsthalle, Germany, Hamburg[30]
- 2016: Artists and Lovers, Ordovas Gallery, London, UK, Mayfair[30]
- 2016: Strange Worlds: The Vision of Angela Carter, Royal West of England Academy, UK, Bristol[30]
- 2016: Leonora Carrington: The Last Tuesday Society & Viktor Wynd's Museum of Curiosities, Fine Art & Natural History. Hackney, London, septiembre – diciembre 2016[31]
- 2015: Leonora Carrington: Tate Liverpool, 6 marzo – 31 de mayo de 2015[30]
- 2015: Surrealism and Magic, Boca Raton Museum of Art, USA, Boca Raton[30]
- 2015: Kahlo, Rivera & Mexican Modern Art¡¡, NSU Art Museum, Fort Lauderdale, USA, Ft. Lauderdale[30]
- 2015: Mexico: Fantastic Identity. 20th Century Masterpieces from the FEMSA Collection, Museum of Latin American Art, USA, Long Beach[30]
- 2015: Lorna Otero Project Album of Family, Miami, The Patricia & Phillip Frost Art Museum, Florida International University, USA, Downtown Miami[30]
- 2015: Surrealism: The Conjured Life, Museum of Contemporary Art (MCA) Chicago, USA, Near North Side[30]
- 2015: Fields of Dream: The Surrealist Landscape, Di Donna, USA, Upper East Side[30]
- 2014: Surrealism and Magic, Herbert F. Johnson Museum of Art, Cornell University, USA, Ithaca[30]
- 2014: Paper, Pencil & Ink: Prints & Other Works on Paper, Ruiz-Healy Art, USA, San Antonio[30]
- 2013: Max Ernst, Fondation Beyeler, Basel, Switzerland, Basel[30]
- 2013–2014: Leonora Carrington: The Celtic Surrealist, Irish Museum of Modern Art, Dublín, Ireland (solo)[32]
- 2012: In Wonderland: The Surrealist Adventures of Women Artists in Mexico and the United States, Los Ángeles[30]
- 2012: County Museum of Art, USA, Park La Brea[30]
- 2011: Exultation: Sex, Death and Madness in Eight Surrealist Masterworks, Wendi Norris Gallery, USA, Union Square[30]
- 2011: The Colour of My Dreams The Surrealist Revolution in Art, Vancouver Art Gallery, Canadá, Vancouver[30]
- 2011: The Good, The Bad, The Ugly?, Museum of Latin American Art, USA, Long Beach[30]
- 2011: Night Scented Stock, Marianne Boesky Gallery, 118 East 64th Street, USA, Upper East Side[30]
- 2011: Leonora Carrington & Tilly Losch, Viktor Wynd Fine Art Inc.[33]
- 2010: Surreal Friends, Pallant House Gallery, UK, Chichester,[30] and Sainsbury Centre for Visual Arts, UK, Norwich
- 2010: Divine Comedy, Sotheby's New York, USA, Upper East Side[30]
- 2009: Latitudes: Latin American Masters from the Femsa Collection, The Bowers Museum of Cultural Art, USA, Santa Ana[30]
- 2009: Angels of Anarchy: Women Artists and Surrealism, Manchester Art Gallery, UK, Mánchester[30]
- 2008: Arte Americas The Latin American Art Fair, Tresart, USA, Coral Gables[30]
- 2008: Works from the Natasha and Jacques Gelman Collection of Modern Mexican Art, Irish Museum of Modern Art, Irlanda, Dublín[30]
- 2008: Talismanic Lens, Frey Norris Gallery, San Francisco, CA (solo)[32]
- 2007: Surrealism: Dreams on Canvas, Nassau County Museum of Art, Roslyn Harbor, NY[32]
- 2003: Frida Kahlo, Diego Rivera and 20th Century Mexican Art: The Jacques and Natasha Gelman Collection, National Museum of Mexican Art, Chicago, IL
- 2001–2002: Surrealism: Desire Unbound, The Tate, London, England and The Metropolitan Museum of Art, New York, NY[32]
- 1999: Mirror Images: Women, Surrealism and Self-Representation, Museo de Arte Moderno de San Francisco, San Francisco, CA
- 1999: Surrealism: Two Private Eyes/The Nesuhi Ertegun and Daniel Filipacchi Collections, Solomon R. Guggenheim Museum, New York, NY[32]
- 1993: Regards des Femmes, Musée d'Art Moderne, Lieja, France
- 1993: Sujeto-Objeto, Museo Regional de Guanajuato, Guanajuato y Museo de Monterrey, Moneterrey, México[32]
- 1991: Galería de Arte del Auropuerto Internacional de la Ciudad de México, México City, México (solo)
- 1991: Serpentine Gallery, London, England (solo)
- 1991: Sainsbury, Norwich, England (solo)
- 1991: Arnolfini, Bristol, England (solo)
- 1991: The Mexican Museum, San Francisco, CA (solo)[32]
- 1990: Art Company, Leeds, England (solo)
- 1990: Brewster Gallery, New York, NY (solo)[32]
- 1989: Museo Nacional de la Estampa, INBA, México (solo)[32]
- 1987: Brewster Gallery, Nueva York, NY (solo)
- 1987: Art Space Mirage, Tokio, Japan (solo)
- 1987: Alexander Iolas Gallery, New York, NY (solo)[32]
- 1976: Leonora Carrington: a retrospective exhibition, Center for Inter-American Relations, New York City[34]
- 1976: Leonora Carrington: a retrospective exhibition, University Art Museum, University of Texas at Austin[34]
- 1970: Impressionism to Surrealism, Worthing Art Gallery, Worthing, England[32]
- 1969: The Surrealists, Byron Gallery, New York, NY
- 1969: Galerie Pierre, París, Francia (solo)
- 1969: Instituto Nacional de Bellas Artes, Sala Nacional, México (solo)
- 1969: Palacio de Bellas Artes, Ciudad de México, México (solo)
- 1969: Galería de Arte Mexicano, Ciudad de México, México (solo)[32]
- 1968: Artistas Británicos en México 1800/1968, Instituto Anglo-Mexicano de Cultura, México[32]
- 1967: IX Bienal de Pintura, São Paulo, Brasil[32]
- 1966: Surrealism: A State of Mind, Universidad de California, Santa Bárbara, CA
- 1966: Surrealismo y Arte Fantástico en México, Galería Universitaria, Aristos, México
- 1965: Galería Antonio Souza, Ciudad de México, México (solo)
- 1965: Instituto Cultural Anglo-Mexicano, México (solo)
- 1965: Galería Clardecor, Ciudad de México, México (solo)[32]
- 1963: Pinturas de la colección de Edward James, Worthing Art Gallery, Worthing, England[32]
- 1961: El Retrato Mexicano Contemporáneo, Museo de Arte Moderno, México City, México[32]
- 1959: Eros Galerie, Daniel Cordier, París, Francia[32]
- 1956: Galería de Arte Mexicano, Ciudad de México, México (solo)[32]
- 1943: Exhibition by 31 Women, Art of This Century gallery, New York, NY[35]
- 1943: First Papers of Surrealism, Madison Avenue Gallery, New York, NY
- 1943: 20th Century Portraits, Museum of Modern Art, New York, NY[32]
- 1942: Pierre Matisse Gallery, New York, NY (solo)[32]
- 1938: Esposition du Surréalisme, Galerie Robert, Ámsterdam, The Netherlands
- 1938: Exposition Internationale du Surréalisme, Galerie Beaux-Arts, París, Francia[32]

## Edición en español
- Carlos Martín, Stefan van Raay, Tere Arcq, Naja Rasmussen, ed. (2023). Leonora Carrington. Revelación. Cartoné, 320 páginas. Editorial RM. ISBN 978-84-19233-48-6.
- Susan Aberth y Tere Arcq, ed. (2022). El tarot de Leonora Carrington. Cartoné, 160 páginas, 82 ilustraciones a color. Editorial RM. ISBN 978-84-17975-98-2.
- Cuentos completos. Fondo de Cultura Económica. 2021. ISBN 9786071669827.
- La trompetilla acústica. Fondo de Cultura Económica. 2017. ISBN 9786071649010.
- Memorias de abajo. Prólogo Elena Poniatowska, traducción Francisco Torres Oliver. Alpha Decay. 2017. ISBN 978-84-946442-9-0.
- Leche del sueño (edición facsimilar). Fondo de Cultura Económica. 2013. ISBN 9786071612175.
- Leche del sueño (adaptación infantil). Fondo de Cultura Económica. 2013. ISBN 9786071612182.
- La trompeta acústica. Alba Editorial. 1995. ISBN 978-84-88730-72-5.
- La casa del miedo: Memorias de abajo. Siglo XXI. 1992. ISBN 978-968-23-1821-4.
- El séptimo caballo y otros cuentos. Siglo XXI. 1992. ISBN 978-968-23-1820-7.